# Beta termodinâmico
Em mecânica estatística, o beta termodinâmico é uma grandeza numérica relacionada à temperatura termodinâmica de um sistema. O beta termodinâmico pode ser visto comouma coneção entre a interpretação estatística de um sistema físico e a termodinâmica.